# هيرشل غرينزبان

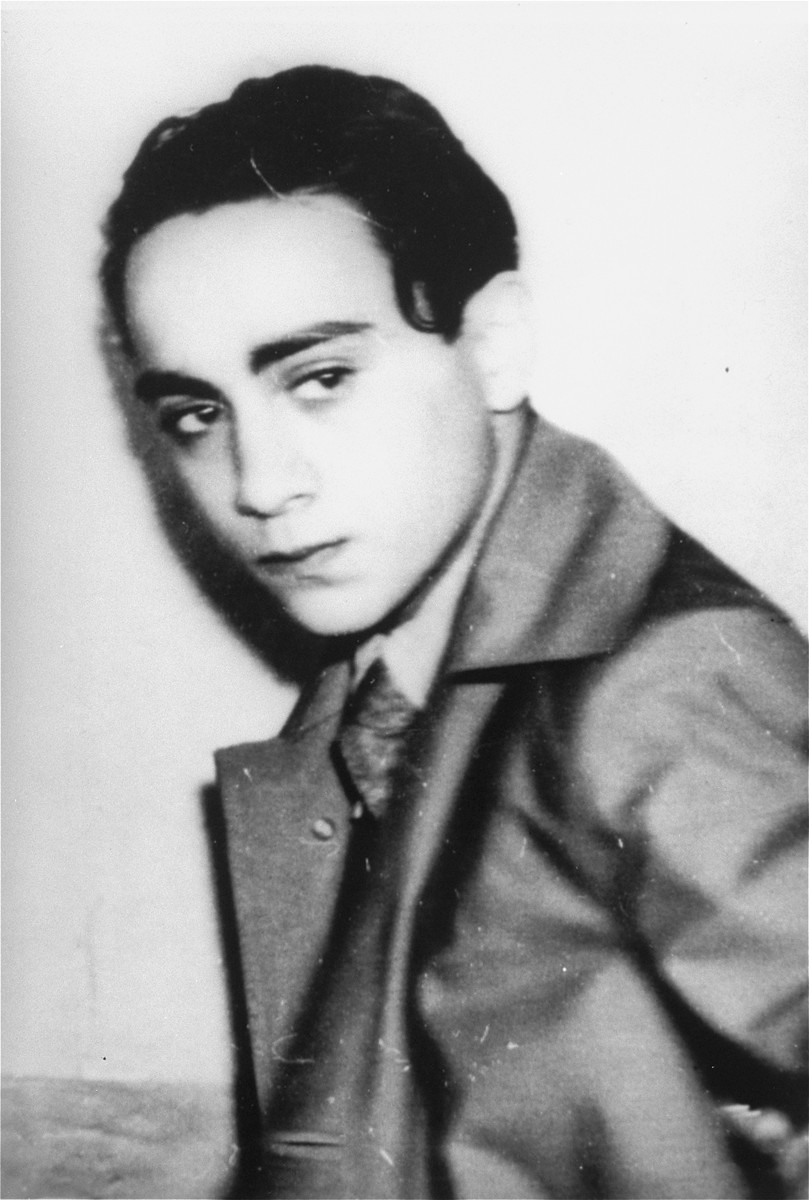

ھیرشل غرينشبان (بالبولندية: Herschel Grynszpan)‏ (ولد 28 مارس 1921 - ما بين 1943-1945) هو مواطن ألماني من أصل يهودي بولندي. في 7 نوفمبر 1938 اغتال هيرشل الدبلوماسي الألماني إرنشت فوم راث مما شكل الذريعة لليل البلور. ألقى الغستابو القبض عليه بعد غزو ألمانيا لفرنسا ونُقِل إلى ألمانيا حيث قُتِل.

## روابط خارجية
- هيرشل غرينزبان على موقع مونزينجر (الألمانية)